# Yan Juncheng
Yan Juncheng (chinesisch 嚴竣程, englisch auch Eddie Yan Edward; * 16. September 2000 in Toronto, Ontario, Kanada) ist ein chinesischer Eishockeyspieler, der seit 2022 für die Varsity Blues, die Mannschaft der University of Toronto, in der Conference Ontario University Athletics (East Division) des kanadischen Universitätssportverbandes U Sports spielt.

## Karriere
Yan Juncheng, der als Sohn chinesischer Eltern in Kanada zur Welt kam, begann seine Karriere als Eishockeyspieler in seiner Heimatstadt Toronto, wo er in verschiedenen Nachwuchsligen spielte. Nachdem er die Saison 2021/22 beim Kunlun Red Star in der Kontinentalen Hockey-Liga verbracht hatte, kehrte er nach Toronto zurück und spielt seither für die Varsity Blues, die Mannschaft der University of Toronto, in der Conference Ontario University Athletics (East Division) des kanadischen Universitätssportverbandes U Sports.

### International
Für China nahm Yan Juncheng im Juniorenbereich an der Division II der U18-Weltmeisterschaft 2016 sowie den U20-Weltmeisterschaften 2019, als er als Topscorer, zweitbester Torschütze (gemeinsam mit Guo Jianing hinter Huang Qianyi) und zweitbester Vorbereiter (hinter Zhang Dehan) des Turniers sowie bester Spieler seiner Mannschaft maßgeblich zum Aufstieg beitrug, in der Division III und 2020 in der Division II teil.
Im Seniorenbereich stand der Stürmer erstmals bei den Olympischen Winterspielen in Peking 2022 im Aufgebot Chinas. Auch bei den Weltmeisterschaften der Division II 2022, als er als Torschützenkönig (gemeinsam mit seinen Landsleuten Luke Lockhart und Parker Foo und dem Niederländer Nick Verschuren) maßgeblich zum erstmaligen Aufstieg in die Division I seit dem Abstieg 2007 beitrug, und der Division I 2023 spielte er für das Team aus dem Reich der Mitte.

## Erfolge und Auszeichnungen
- 2019 Aufstieg in die Division II, Gruppe B, bei der U20-Weltmeisterschaft der Division III
- 2019 Topscorer bei der U20-Weltmeisterschaft der Division III
- 2022 Aufstieg in die Division I, Gruppe B, bei der Weltmeisterschaft der Division II, Gruppe A
- 2022 Bester Torschütze bei der Weltmeisterschaft der Division II, Gruppe A  (gemeinsam mit Nick Verschuren, Luke Lockhart und Parker Foo)

## KHL-Statistik
(Stand: Ende der Saison 2021/22)